# 初期値問題
数学の微分方程式の分野における初期値問題（しょきちもんだい、英: Initial value problem）とは、未知関数のある点における値を初期条件として備えた常微分方程式を用いて、その未知変数の任意の点における値を求める問題のことを言う（コーシー問題とも呼ばれる）。物理学あるいは他の自然科学の分野において、あるシステムをモデル化することはある初期値問題を解くことと同義である場合が多い。そのような場合、微分方程式は与えられた初期条件に対してシステムがどのように時間発展するかを特徴付ける発展方程式と見なされる。

## 定義
初期値問題とは、微分方程式
{\displaystyle y'(t)\equiv {\frac {dy}{dt}}=f(t,y(t)),}
ただし
f: Ω → Rn, Ω は R × Rn の開集合、
に初期条件
{\displaystyle (t_{0},y_{0})\in \Omega }
が付帯されたもののことを言う。
初期値問題の解は、上記の微分方程式および
{\displaystyle y(t_{0})=y_{0}\,}
を満たすような関数 y のことを言う。
この定義は、関数 y をベクトルとするような高位の問題も含んでいる。二階あるいはより高階の微分を行うために、ベクトル y の要素としての新たな変数が導入される。
より一般的に、未知関数 y はバナッハ空間や超関数の空間などといった無限次元の空間上にも値を取りうる。

## 解の存在と一意性
広いクラスの初期値問題において、解の存在と一意性は計算機を用いることで示されることもある。
ピカール・リンデレフの定理は、t0 および y0 を含む領域において f が連続であり、変数 y について f がリプシッツ条件を満足する場合に、初期値問題の解が t0 を含むある区間で一意に存在することを保証する。定理の証明は、与えられた初期値問題を同値な積分方程式に変換することにより行われる。その場合、積分はある関数を別の関数へ写す作用素として見なされ、その不動点が求める解となる。バナッハの不動点定理が適用されることにより、初期値問題の解であるような不動点の存在および一意性が示される。
ピカール・リンデレフの定理の古い証明では、上述のような積分方程式に収束する関数列を構築することにより、その極限としての初期値問題の解を求めている。そのような証明手法はピカールの方法あるいは逐次近似法と呼ばれている。
数学者の岡村博は、初期値問題の解が一意となるための必要十分条件を得た。この条件は、システムに対するリアプノフ関数が存在することを必要とする。
いくつかの場合では、関数 f はC1級やリプシッツ連続ですらなく、解の局所的な一意存在性を保証するための一般的な結果が適用されないことがある。しかし、ペアノの存在定理は、関数 f が単なる連続関数であっても、解の時間に関する局所存在性が保証されることを示している。ただしここで問題となるのは、解の一意性の保証はされていない、ということである。この結果は参考文献 Coddington & Levinson (1955, Theorem 1.3)あるいは Robinson (2001, Theorem 2.6)などで見られる。より一般的な結果として、関数 f が不連続である場合の解の存在を扱ったカラテオドリの存在定理が挙げられる。

## 例

### 第一の例
簡単な例の一つとして、微分方程式
{\displaystyle y'\equiv {\frac {dy}{dt}}=0.85y}
および初期条件
{\displaystyle y(0)=19}
からなる初期値問題の解を求める。
y を左辺、t を右辺にまとめる（変数分離）ことで
{\displaystyle {\frac {dy}{y}}=0.85dt}
を得る。この両辺を積分することで
{\displaystyle \ln |y|=0.85t+B}
を得る（B は積分定数）。対数 ln を消すことで
{\displaystyle |y|=e^{B}e^{0.85t}}
を得る。C を C = ±eB で与えられる未知定数とすることで
{\displaystyle y=Ce^{0.85t}}
を得る。ここで C の値については、初期条件 y (0) = 19 を代入することにより
{\displaystyle 19=Ce^{0.85\times 0}}
{\displaystyle \therefore C=19}
が得られるため、最終的に求める解は
{\displaystyle y(t)=19e^{0.85t}}
となる。
これは「解が存在するとすれば上記の式で与えられる」ことの証明に過ぎない。しかし、この証明は逆向きに辿れる、あるいは前述の通り、解の存在が一般的に証明されているので、上記の {\displaystyle y} は実際に解になっていることが確かめられる。

### 第二の例
初期値問題
{\displaystyle y'+3y=6t+5,\qquad y(0)=3}
はラプラス変換により
{\displaystyle sY(s)-y(0)+3Y(s)={\frac {6}{s^{2}}}+{\frac {5}{s}}}
{\displaystyle \therefore Y(s)={\frac {y(0)s^{2}+5s+6}{s^{2}(s+3)}}}
と変形される。これに部分分数分解を行う。
{\displaystyle Y(s)={\frac {\alpha }{s}}+{\frac {\beta }{s^{2}}}+{\frac {\gamma }{s+3}}}
とおくと
{\displaystyle Y(s)={\frac {(\alpha +\gamma )s^{2}+(3\alpha +\beta )s+3\beta }{s^{2}(s+3)}}}
{\displaystyle \alpha =1,\beta =2,\gamma =y(0)-1}
より
{\displaystyle Y(s)={\frac {1}{s}}+{\frac {2}{s^{2}}}+{\frac {y(0)-1}{s+3}},\qquad y(0)=3}
と展開されるから、これに逆ラプラス変換を行うと、解は
{\displaystyle y(t)=2e^{-3t}+2t+1\,}
となる。実際、この解は
{\displaystyle {\begin{aligned}y'+3y&={\frac {d}{dt}}(2e^{-3t}+2t+1)+3(2e^{-3t}+2t+1)\\&=(-6e^{-3t}+2)+(6e^{-3t}+6t+3)\\&=6t+5\end{aligned}}}
より、もとの微分方程式を満たす。

### 第三の例
y ∈ C1(R) とし, 初期値問題
{\displaystyle \left\{{\begin{array}{lll}y'(x)-2xy(x)=0,&x\in \mathbb {R} ,&(\#)\\y(0)=4&\end{array}}\right.}
の解を逐次近似法によって求めよう。(#) の変数を t に替え、両辺を t = 0 から t = x まで積分すると次の積分方程式を得る。
{\displaystyle y(x)=4+\int _{0}^{x}2ty(t)dt.}
ここで、逐次近似列と呼ばれる関数列 {\displaystyle (y_{n})_{n\in \mathbb {N} \cup \{0\}}} を
{\displaystyle y_{0}(x)\equiv 4,\quad y_{n}(x):=4+\displaystyle \int _{0}^{x}2ty_{n-1}(t)\ dt}
により定めると、{\displaystyle y_{n}\to y\ (n\to \infty )} （一様）であり、
{\displaystyle {\begin{aligned}y_{1}(x)&=4+\int _{0}^{x}2ty_{0}(t)\ dt=4+4\int _{0}^{x}2t\ dt,\\y_{2}(x)&=4+\int _{0}^{x}2ty_{1}(t)\ dt=4+\int _{0}^{x}2t\left[4+4\int _{0}^{t}2s\ ds\right]\ dt\\&=4+4\int _{0}^{x}2t\ dt+4\int _{0}^{x}{\dfrac {d}{dt}}\left[{\dfrac {1}{2}}\left(\int _{0}^{t}2s\ ds\right)^{2}\right]\ dt\\&=4+4\int _{0}^{x}2t\ dt+4\cdot {\frac {1}{2}}\left(\int _{0}^{x}2t\ dt\right)^{2},\\y_{3}(x)&=4+\int _{0}^{x}2ty_{2}(t)dt\\&=4+\int _{0}^{x}2t\left[4+4\int _{0}^{t}2sds+4\cdot {\frac {1}{2}}\left(\int _{0}^{t}2sds\right)^{2}\right]dt\\&=4+4\int _{0}^{x}2tdt+4\cdot {\frac {1}{2}}\left(\int _{0}^{x}2tdt\right)^{2}+4\cdot {\dfrac {1}{2}}\int _{0}^{x}2t\left(\int _{0}^{t}2sds\right)^{2}dt\\&=4+4\int _{0}^{x}2tdt+4\cdot {\frac {1}{2}}\int _{0}^{x}{\dfrac {d}{dt}}\left[{\dfrac {1}{3}}\left(\int _{0}^{t}2sds\right)^{3}\right]dt\\&=4+4\int _{0}^{x}2tdt+4\cdot {\frac {1}{2}}\left(\int _{0}^{x}2tdt\right)^{2}+4\cdot {\frac {1}{2}}\cdot {\frac {1}{3}}\left(\int _{0}^{x}2tdt\right)^{3}\end{aligned}}}
などとなるので、帰納的に
{\displaystyle y_{n}(x)=4{\textstyle \sum \limits _{k=0}^{n}}{\dfrac {1}{k!}}\left(\int _{0}^{x}2tdt\right)^{k}}
となることが分かる。よって、指数関数 exp の定義から
{\displaystyle {\begin{aligned}y(x)&=\lim _{n\to \infty }y_{n}(x)\\&=4{\textstyle \sum \limits _{k=0}^{\infty }}{\dfrac {1}{k!}}\left(\int _{0}^{x}2tdt\right)^{k}\\&=4\exp \left(\int _{0}^{x}2tdt\right)\\&=4e^{x^{2}}\end{aligned}}}

と求まる。実際、次が成り立つ。
{\displaystyle y'(x)-2xy(x)=2x\cdot y(x)-2xy(x)=0,\ \ \ \ \ y(0)=4e^{0}=4.}